# Red Dragon (astronautica)
Il Red Dragon è stato un concetto di missione spaziale portato avanti tra il 2011 e il 2017 che prevedeva di usare una capsula Dragon 2 priva di equipaggio come lander a basso costo per atterrare su Marte, dopo averla lanciata con un Falcon Heavy.
L'obiettivo primario della missione originaria era di testare le tecniche e le tecnologie per entrare nell'atmosfera marziana utilizzando le attrezzature che un equipaggio umano sarebbe stato realisticamente in grado di utilizzare. Le missioni su Marte avrebbero svolto un ruolo propedeutico al molto complesso programma di colonizzazione marziano proposto da SpaceX annunciato nel settembre del 2016. Un'ulteriore proposta era di riportare sulla Terra una capsula contenente campioni del suolo marziano.
Il programma è stato concepito nel 2011 come potenziale missione all'interno del Programma Discovery della NASA, con lancio previsto all'inizio del 2022. Negli anni seguenti ha subito alcune modifiche, essendogli stati negati i fondi per far parte delle missioni che sarebbero state lanciate tra il 2013 e il 2015. Nell'aprile 2016 la SpaceX ha annunciato di aver firmato un accordo con la NASA la quale, pur non concedendo finanziamenti, avrebbe fornito il supporto tecnologico per un lancio previsto non prima del 2018. Nel febbraio 2017 la SpaceX ha però affermato che la missione era stata spostata al 2020, mentre nel luglio 2017 è arrivato l'annuncio della cancellazione della missione e lo spostamento delle risorse su navicelle spaziali di maggiori dimensioni.

## Storia del progetto
La SpaceX ha collaborato con l'Ames Research Center della NASA del 2011 per stilare uno studio di fattibilità per una missione con lo scopo di cercare prove della vita su Marte (biotracce), passate o presenti. Il progetto della Red Dragon avrebbe richiesto importanti modifiche per permettere alla Dragon 2 per permettergli di raggiungere Marte, atterrare usando i retrorazzi, e per diventare un precursore per l'esplorazione umana su Marte.

### Progetto del 2011
La SpaceX aveva inizialmente pianificato di proporre la Red Dragon come candidato per ricevere i finanziamenti come tredicesima missione del programma Discovery della NASA, da lanciare nel 2022, ma è stata respinta.
Il progetto del 2011 prevedeva di impiegare un modulo Dragon modificato di 3,6 m di diametro con una massa di 6,5 tonnellate e un volume interno di 7 metri cubici e fino a 1 tonnellata di carico scientifico. La strumentazione avrebbe dovuto perforare la superficie fino a una profondità di un metro per raccogliere campioni di acqua ghiacciata situata vicino alla superficie. Era previsto che la missione sarebbe costata 400 milioni USD più 150 o 190 milioni per il lancio e l'atterraggio.
Gli obbiettivi della missione finanziata dalla NASA, in origine proposti dall'Ames Space Center, erano:

#### Obbiettivi scientifici[2]
- Ricerca di tracce di vita, passata o presente;
- valutazione dell'abitabilità della superficie;
- stabilire l'origine, la distribuzione e la composizione del ghiaccio superficiale;
- capire i cambiamenti climatici passati studiando la composizione del ghiaccio.

Obbiettivi per l'esplorazione umana
- Condurre una dimostrazione sulle procedure di rientro e atterraggio applicabile a una missione umana;
- valutare i potenziali pericoli della polvere, regolite e ghiaccio superficiale;
- qualificare le risorse naturali;
- dimostrare l'accesso alle risorse del sottosuolo;
- condurre test sull'utilizzo delle risorse locali per la produzione di carburante.

### Progetto del 2014
Uno studio del 2014 per una missione finanziata dalla NASA che avrebbe potuto riportare sulla terra dei campioni dalla superficie di Marte a basso costo. Nel progetto, la capsula Red Dragon sarebbe stata equipaggiata con l'attrezzatura necessaria per riportare i campioni raccolti sulla superficie: un veicolo per l'ascesa da Marte (MAV) e un veicolo per il ritorno sulla Terra (ERV), oltre all'attrezzatura per trasferire i campioni raccolti da rover precedentemente atterrati, come la missione pianificata Mars 2020, al modulo ERV. La ERV sarebbe tornata in un'orbita terrestre alta e recuperata da un'altra missione. La NASA ha però deciso di non finanziare il progetto.

### Progetto del 2016
Il progetto della Red Dragon è cambiato nel tempo, ma l'idea di base è rimasta quella di usare una Dragon modificata per testare lo sviluppo delle tecnologie con una missione senza equipaggio su Marte. Il veicolo di lancio sarebbe stato un Falcon Heavy e la capsula Dragon 2. Nell'aprile 2016 ha annunciato che procederanno con il lancio nel 2018 e la NASA avrebbe provveduto supporto tecnico: una differenza rispetto alla missione precedentemente finanziata dalla NASA.
La SpaceX ha previsto che il primo lancio del Falcon Heavy si sarebbe svolto verso la fine del 2017 e che la Dragon 2 avrebbe cominciato i test di volo nella seconda parte del 2017. Nell'aprile 2016 la SpaceX ha ribadito i piani per lanciare la missione nel 2018.
La prima missione Red Dragon sarebbe stata un dimostratore tecnologico senza carico utile. La NASA sarebbe stata coinvolta nella missione a livello di scambi di tecnologici. In cambio dei dati sulla procedura di rientro su Marte (EDL) dalla SpaceX, la NASA ha offerto supporto tecnico per quanto riguarda la comunicazione e telemetria della missione. Nel 2016 la NASA ha anticipato che avrebbe spento circa 30 milioni USD del suo budget per finanziare i tecnici e l'equipaggiamento per monitorare la missione. Nel maggio 2017 la NASA ha rivelato che la SpaceX aveva in programma di lanciare due Red Dragon per assicurarsi il successo della missione con due veicoli spaziali ridondanti, una da lanciare all'inizio della finestra di trasferimento del 2020 e una alla fine, in modo che il team di supporto della seconda capsula avrebbe potuto imparare dalla prima, ma nel luglio 2017 la missione è stata cancellata in favore di un lander più grande non ancora annunciato.

### Cancellazione del 2017
Nel 2017 la SpaceX ha annunciato che lo sviluppo dell'atterraggio assistito da propulsori della Dragon 2 era stato cancellato insieme alle zampe di atterraggio. La fine dell'atterraggio propulso implica che la capsula Dragon non sarà in grado di atterrare su Marte, e che il programma Red Dragon era stato cancellato. Elon Musk ha affermato che un veicolo spaziale molto più grande sarebbe stato impiegato per testare una tecnica di atterraggio differente, pensata per funzionare meglio rispetto ad uno scudo termico e dei propulsori sui lati. La SpaceX ha quindi dirottato i finanziamenti per sviluppare il sistema di atterraggio del nuovo veicolo.

## Sistema di atterraggio
Grazie al suo design che integra un robusto scudo termico e dei potenti motori, una capsula Dragon 2 modificata ed ulteriormente sviluppata, sarebbe in grado di eseguire la procedura di rientro, discesa ed atterraggio (Entry, Descent e Landing, EDL) per portare un carico scientifico di una tonnellata o più sulla superficie marziana senza usare un paracadute, il quale sarebbe impossibile da utilizzare senza sostanziali modifiche alla capsula.
È stato calcolato che dopo un rientro nell'atmosfera alla velocità di 6 km/s il solo attrito aerodinamico dovrebbe essere sufficiente per rallentare la capsula fino a quando i retro-propulsori SuperDraco saranno in grado a controllare l'atterraggio. Era previsto di spostare il centro di gravità eiettando circa 120 kg di zavorra. Lo spostamento permetterebbe alla capsula di avere un'efficienza aerodinamica di 0.24 (come per il Mars Science Laboratory), in modo da poter controllare la traiettoria di rientro. I retrorazzi si accenderebbero a una velocità di mach 2,24 rallentando la capsula negli strati più alti dell'atmosfera fino a una velocità terminale di 2,4 m/s utilizzando 1900 kg di carburante.
Questo tipo di atterraggio avrebbe permesso alla missione di atterrare anche nei siti di atterraggio con altitudine più elevata più di quanto sia possibile con un paracadute, e con una precisione di 10 km. I siti di atterraggio potenziali sarebbero stati scelti in regioni polari o a latitudini medie, in luoghi in cui è stata dimostrata la presenza di ghiaccio vicino alla superficie.
Nel 2017 Elon Musk ha annunciato che lo sviluppo dell'atterraggio propulsivo era stato abbandonato in favore di una tecnica di atterraggio "molto migliore", anche se non ancora rivelata, per un veicolo spaziale non derivato dalla Dragon 2.